# Basel Committee on Banking Supervision
Het Basel Committee on Banking Supervision (BCBS) is een internationaal comité voor toezichthouders op banken. Het is gevestigd in Bazel in het kantoor van de Bank for International Settlements (BIS), maar is een afzonderlijke entiteit met zijn eigen bestuur, rapportagelijnen en agenda's.
Het comité geeft voornamelijk standaarden voor de regulering van banken uit en heeft geen directe bevoegdheden, maar de uitgevaardigde standaarden gelden daadwerkelijk als standaard in de verschillende landen.

## Geschiedenis
Het BCBS is in 1974 is opgericht door de presidenten van de centrale bank van de Groep van tien landen. Het Comité breidde zijn ledenaantal in 2009 uit en vervolgens weer in 2014. In 2019 heeft het BCBS 45 leden uit 28 rechtsgebieden, bestaande uit centrale banken en autoriteiten die verantwoordelijk zijn voor de bankregelgeving. 

## Doelen
Het doel van het BCBS is om het inzicht in de belangrijkste toezichtkwesties te vergroten en de kwaliteit van het bankentoezicht wereldwijd te verbeteren. Het BCBS moedigt het aan dat de afzonderlijke benaderingen en normen bij het bankentoezicht naar elkaar toe groeien en gemeenschappelijk worden afgesproken. Dat doet het Comité door gezamenlijke toezichtrichtlijnen en -standaarden op het gebied van bankkapitaal, liquiditeit en financiering te formuleren - de bekendste zijn de Akkoorden van Basel. Daarin zijn onder andere de minimale kapitaaleisen voor banken opgenomen. Deze normen zijn niet-bindende principes. Van de leden wordt verwacht, maar niet geëist, zich in te spannen om ze te implementeren, bijvoorbeeld via nationale regelgeving.

## Organisatie
BCBS geeft dus geen bindende regelgeving; het fungeert eerder als een informeel forum waar beleidsoplossingen en -normen worden ontwikkeld. De bestuursstructuur ervan bestaat uit een roterend voorzitterschap, taakgroepen en het secretariaat, gehost door de BIS in Bazel. Het BCBS rapporteert aan de presidenten van de centrale banken. Zonder de algemene instemming en de steun van deze presidenten kan het Comité geen conclusies meedelen en geen voorstellen doen aan organen buiten de BIS. Het Comité is onderverdeeld in groepen, die elk aan specifieke kwesties werken, zoals (toezicht op) risico's, liquiditeiten, boekhoudstandaards en onderzoek.